# Vache sphérique

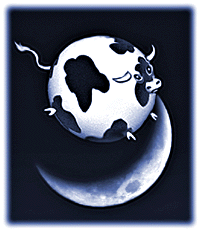
Une vache sphérique, sur la Lune.

La vache sphérique est une métaphore pour désigner les modèles scientifiques qui simplifient fortement la réalité. 

## Description
L'expression provient d'une blague à propos des physiciens en physique théorique :

« La production laitière d'une ferme était si basse que le fermier envoya une lettre à l'université locale pour solliciter son assistance. Une équipe pluri-disciplinaire fut constituée, dirigée par un spécialiste de la physique théorique, qui effectua des études approfondies sur le terrain pendant deux semaines. Une fois leurs bloc-notes remplis de données, les scientifiques retournèrent ensuite à leur université, d'où leur chef devait rédiger son rapport. Peu de temps après, le fermier reçut le rapport, l'ouvrit et lut la première phrase : « Soit une vache sphérique… » »

Comme toute histoire drôle, il en existe de nombreuses variantes,.

## Dans la culture populaire

Homotopie, sous forme de GIF, montrant la progression de l'illustration d'une vache sphérique vers une image plus précise du bovidé.

Le concept de vache sphérique est suffisamment familier pour qu'il soit utilisé comme raccourci pour désigner les failles de certains modèles. Par exemple, le livre Consider a Spherical Cow (1988) aborde le sujet de la résolution de problèmes utilisant des modèles simplifiés. L'article scientifique Milking the spherical cow – on aspherical dynamics in spherical coordinates (2015) aborde les erreurs systématiques introduites par les modèles simplificateurs dans l'analyse des halos de matière sombre.
L'idée de la vache sphérique apparaît également en dehors du domaine scientifique. Ainsi, Spherical Cow est le nom de code de la distribution Linux Fedora 18. Dans l'épisode La Polarisation Cooper-Hofstadter de la comédie de situation The Big Bang Theory, le Dr. Leonard Hofstadter lance une blague ayant pour phrase choc « poulets sphériques dans le vide ». Dans le jeu vidéo Universe Sandbox, l'utilisateur peut intégrer une vache sphérique depuis mars 2023.